# Division 1 1998-1999
La Division 1 1998-1999 è stata la 61ª edizione della massima serie del campionato francese di calcio, disputata tra il 7 agosto 1998 e il 29 maggio 1999 e concluso con la vittoria del Bordeaux, al suo quinto titolo.
Capocannoniere del torneo è stato Sylvain Wiltord (Bordeaux) con 21 reti.

## Stagione

### Novità
Grazie al ruolo di primo piano nel ranking UEFA, il campionato poté beneficiare di un'ulteriore riforma apportata dalla UEFA sul formato delle proprie competizioni: l'accesso alla fase a gironi della Champions League fu esteso alla seconda classificata, con la terza che avrebbe invece ottenuto la qualificazione per il turno preliminare. L'abolizione della Coppa delle Coppe e la conseguente decisione di qualificare la vincitrice della coppa nazionale in Coppa UEFA comportò inoltre la riduzione della zona valida per l'accesso diretto alla terza competizione europea, appannaggio della quarta classificata. Le tre squadre successive avrebbero infine guadagnato il diritto a disputare l'Intertoto.

### Avvenimenti
Con una striscia di cinque risultati utili consecutivi, il Bordeaux tentò una prima fuga: inizialmente inseguito dall'Olympique Lione, dall'ottava giornata si fece avanti l'Olympique Marsiglia, che diede avvio a una lotta al vertice che caratterizzò l'andamento dell'intero campionato: effettuato il sorpasso all'undicesimo turno, i marsigliesi mantennero il primato fino alla quindicesima giornata, concludendo poi il girone di  andata a pari merito con i girondini.
In apertura del girone di ritorno l'Olympique Marsiglia, sebbene sconfitto per 4-1 nello scontro diretto a Bordeaux, sembrò essere in grado di mantenere il primato, ma nelle giornate successive le due squadre si alternarono in vetta alla classifica fino alla terzultima, quando una vittoria in rimonta del Bordeaux contro i campioni uscenti del Lens e il recupero del Paris Saint-Germain contro l'Olympique Marsiglia lanciarono definitivamente i girondini verso il titolo. Decisivo, per il verdetto finale, fu l'andamento dell'ultima giornata: mentre i marsigliesi mantennero il vantaggio acquisito contro il Nantes fino al fischio finale, il Bordeaux si fece rimontare due volte dal Paris Saint-Germain, risolvendo definitivamente l'incontro con un gol di Pascal Feindouno allo scadere.
All'Olympique Marsiglia rimase quindi la qualificazione diretta in Champions League mentre l'Olympique Lione ottenne l'accesso ai preliminari della massima competizione europea prevalendo sul Monaco, che poté beneficiare dell'unico posto valevole per la qualificazione in Coppa UEFA mediante classifica. In Intertoto ebbero accesso il Rennes e il Montpellier assieme al Metz, quest'ultimo per rinuncia del Paris Saint-Germain.
Vincendo all'ultima giornata contro un Rennes ancora in corsa per i preliminari di Champions League, l'Auxerre superò il Lorient, che retrocesse per via della peggior differenza reti nei confronti del Le Havre. Chiusero la classifica il Sochaux ed il Tolosa, arresesi rispettivamente con 90 e 180 minuti di anticipo.

## Classifica finale
|  | Pos. | Squadra             | Pt | G  | V  | N  | P  | GF | GS | DR  |
|  | ---- | ------------------- | -- | -- | -- | -- | -- | -- | -- | --- |
|  | 1.   | Bordeaux            | 72 | 34 | 22 | 6  | 6  | 66 | 29 | +37 |
|  | 2.   | Olympique Marsiglia | 71 | 34 | 21 | 8  | 5  | 56 | 28 | +28 |
|  | 3.   | Olympique Lione     | 63 | 34 | 18 | 9  | 7  | 51 | 31 | +20 |
|  | 4.   | Monaco              | 62 | 34 | 18 | 8  | 8  | 52 | 32 | +20 |
|  | 5.   | Rennes              | 59 | 34 | 17 | 8  | 9  | 45 | 38 | +7  |
|  | 6.   | Lens                | 49 | 34 | 14 | 7  | 13 | 45 | 38 | +7  |
|  | 7.   | Nantes              | 48 | 34 | 12 | 12 | 10 | 40 | 34 | +6  |
|  | 8.   | Montpellier         | 43 | 34 | 11 | 10 | 13 | 53 | 50 | +3  |
|  | 9.   | Paris Saint-Germain | 39 | 34 | 10 | 9  | 15 | 34 | 35 | -1  |
|  | 10.  | Metz                | 39 | 34 | 9  | 12 | 13 | 28 | 37 | -9  |
|  | 11.  | Nancy               | 39 | 34 | 10 | 9  | 15 | 35 | 45 | -10 |
|  | 12.  | Strasburgo          | 38 | 34 | 8  | 14 | 12 | 30 | 36 | -6  |
|  | 13.  | Bastia              | 38 | 34 | 10 | 8  | 16 | 37 | 46 | -9  |
|  | 14.  | Auxerre             | 37 | 34 | 9  | 10 | 15 | 40 | 45 | -5  |
|  | 15.  | Le Havre            | 35 | 34 | 8  | 11 | 15 | 23 | 38 | -15 |
|  | 16.  | Lorient             | 35 | 34 | 8  | 11 | 15 | 33 | 49 | -16 |
|  | 17.  | Sochaux             | 33 | 34 | 6  | 15 | 13 | 30 | 54 | -24 |
|  | 18.  | Tolosa              | 29 | 34 | 6  | 11 | 17 | 24 | 53 | -29 |

Legenda:
      Campione di Francia e ammessa alla UEFA Champions League 1999-2000.
      Ammessa alla UEFA Champions League 1999-2000.
      Ammesse alla Coppa UEFA 1999-2000.
      Ammesse alla Coppa Intertoto 1999.
      Retrocesse in Division 2 1999-2000.
Note:
Tre punti a vittoria, uno a pareggio, zero a sconfitta.
In caso di arrivo di due o più squadre a pari punti, la graduatoria verrà stilata secondo la classifica avulsa tra le squadre interessate che prevede, in ordine, i seguenti criteri:
- Differenza reti generale.
- Reti realizzate in generale.

### Squadra campione
| Formazione tipo | Giocatori (presenze)  |
| --- | --------------------- |
| Ramé Alicarte Saveljić Ferrier Grenet Pavon Diabaté Micoud Benarbia Wiltord Laslandes | Ulrich Ramé (32)      |
| Ramé Alicarte Saveljić Ferrier Grenet Pavon Diabaté Micoud Benarbia Wiltord Laslandes | Hervé Alicarte (29)   |
| Ramé Alicarte Saveljić Ferrier Grenet Pavon Diabaté Micoud Benarbia Wiltord Laslandes | Niša Saveljić (25)    |
| Ramé Alicarte Saveljić Ferrier Grenet Pavon Diabaté Micoud Benarbia Wiltord Laslandes | Romain Ferrier (22)   |
| Ramé Alicarte Saveljić Ferrier Grenet Pavon Diabaté Micoud Benarbia Wiltord Laslandes | François Grenet (23)  |
| Ramé Alicarte Saveljić Ferrier Grenet Pavon Diabaté Micoud Benarbia Wiltord Laslandes | Michel Pavon (29)     |
| Ramé Alicarte Saveljić Ferrier Grenet Pavon Diabaté Micoud Benarbia Wiltord Laslandes | Lassina Diabaté (30)  |
| Ramé Alicarte Saveljić Ferrier Grenet Pavon Diabaté Micoud Benarbia Wiltord Laslandes | Johan Micoud (31)     |
| Ramé Alicarte Saveljić Ferrier Grenet Pavon Diabaté Micoud Benarbia Wiltord Laslandes | Ali Benarbia (25)     |
| Ramé Alicarte Saveljić Ferrier Grenet Pavon Diabaté Micoud Benarbia Wiltord Laslandes | Sylvain Wiltord (33)  |
| Ramé Alicarte Saveljić Ferrier Grenet Pavon Diabaté Micoud Benarbia Wiltord Laslandes | Lilian Laslandes (33) |
| Altri giocatori: Víctor Torres Mestre (24), Kodjo Afanou (19), Bruno Da Rocha (19), Kaba Diawara (17), Kiki Musampa (17), David Jemmali (13), Iván Pérez Muñoz (11), Ivan Vukomanović (8), Pascal Feindouno (3), Marc Delaroche (2), Cédric Anselin (1), Pascal Philippe (1). |                       |

## Statistiche

### Squadre

#### Capoliste solitarie
|    | —— | —— | ——       | ——       | ——       | ——       | ——       | ——       | ——       | ——           | ——           | ——           | ——           | ——           | ——       | ——  | ——  | ——           | ——           | ——           | ——  | ——  | ——       | ——  | ——       | ——       | ——       | ——  | ——  | ——  | ——       | ——       | ——       | —— |  |
|    |    |    | Bordeaux | Bordeaux | Bordeaux | Bordeaux | Bordeaux | Bordeaux | Bordeaux | O. Marsiglia | O. Marsiglia | O. Marsiglia | O. Marsiglia | O. Marsiglia | Bordeaux |     |     | O. Marsiglia | O. Marsiglia | O. Marsiglia |     | OM  | Bordeaux | OM  | Bordeaux | Bordeaux | Bordeaux | OM  | OM  | OM  | Bordeaux | Bordeaux | Bordeaux |    |  |
|    |    |    |          |          |          |          |          |          |          |              |              |              |              |              |          |     |     |              |              |              |     |     |          |     |          |          |          |     |     |     |          |          |          |    |  |
|    |    |    |          |          |          |          |          |          |          |              |              |              |              |              |          |     |     |              |              |              |     |     |          |     |          |          |          |     |     |     |          |          |          |    |  |
| 1ª | 2ª | 3ª | 4ª       | 5ª       | 6ª       | 7ª       | 8ª       | 9ª       | 10ª      | 11ª          | 12ª          | 13ª          | 14ª          | 15ª          | 16ª      | 17ª | 18ª | 19ª          | 20ª          | 21ª          | 22ª | 23ª | 24ª      | 25ª | 26ª      | 27ª      | 28ª      | 29ª | 30ª | 31ª | 32ª      | 33ª      | 34ª      |    |  |

#### Primati stagionali
Squadre
- Maggior numero di vittorie: Bordeaux (22)
- Minor numero di sconfitte: Olympique Marsiglia (5)
- Migliore attacco: Bordeaux (66)
- Miglior difesa: Olympique Marsiglia (28)
- Miglior differenza reti: Bordeaux (+37)
- Maggior numero di pareggi: Sochaux (15)
- Minor numero di pareggi: Bordeaux (6)
- Maggior numero di sconfitte: Tolosa (17)
- Minor numero di vittorie: Sochaux, Tolosa (6)
- Peggior attacco: Le Havre (23)
- Peggior difesa: Sochaux (54)
- Peggior differenza reti: Tolosa (-29)

### Individuali

#### Classifica marcatori
| Gol | Rigori |  | Giocatore          | Squadra                  |
| --- | ------ |  | ------------------ | ------------------------ |
| 22  |        |  | Sylvain Wiltord    | Bordeaux                 |
| 17  |        |  | Alain Caveglia     | Olympique Lione          |
| 15  |        |  | Lilian Laslandes   | Bordeaux                 |
| 15  |        |  | Shabani Nonda      | Rennes                   |
| 14  |        |  | Florian Maurice    | Olympique Marsiglia      |
| 13  |        |  | Fabrizio Ravanelli | Olympique Marsiglia      |
| 12  |        |  | Tony Cascarino     | Nancy                    |
| 12  |        |  | David Trézéguet    | Monaco                   |
| 11  |        |  | Victor Ikpeba      | Monaco                   |
| 11  |        |  | Frédéric Née       | Bastia                   |
| 11  |        |  | Laurent Robert     | Montpellier              |
| 11  |        |  | Bruno Rodriguez    | Metz Paris Saint-Germain |